# 卡拉托劳
卡拉托劳，是西班牙阿拉贡自治区萨拉戈萨省的一个市镇。 总面积48平方公里，总人口2852人（2001年），人口密度59人/平方公里。